# Peter Schmalwieser
Peter Schmalwieser (* 1703 in Pennewang in Oberösterreich; † 1757 in Siebenbürgen) war ein österreichischer Geheimprotestant und Exulant.

## Leben
Peter Schmalwieser war ein oberösterreichischer Geheimprotestant. Er wurde 1703 als Sohn von Sebastian und Maria (geb. Kurz) Schmalwieser am Mörtelbauer-Gut zu Arbing, in der Pfarre Pennewang geboren. Im Jänner 1742 heiratete er Maria Faisthuber (* 21. Jänner 1722), die Tochter von Paul Faisthuber vom Schmalwiesergut, einem der führenden Geheimprotestanten in Pennewang und Umgebung.
In den 1750er Jahren wurde unter Kaiserin Maria Theresia der Druck auf die Geheimprotestanten erhöht und es wurde gezielt nach ihnen gesucht. Sogenannte Missionare suchten auf den Bauernhöfen nach „ketzerischen Büchern“ (Gebets-, Lieder- und Andachtsbücher, Bibeln) oder versuchten, Treffpunkte der Geheimprotestanten auszuforschen. So berichtete Pfarrer Pachner von Pennewang dem Dechanten Giovanelli von Gunskirchen, dass der Missionar P. Antonius Prandmühler am Weberwastlgut in Balding (die Besitzerin war Peters verwitwete Schwägerin Magdalena Schmalwieser), bei einem Conventicula unter anderen auch Maria Schmalwieser überrascht hätte. 
Um der drohenden Abschiebung nach Siebenbürgen zu entgehen, flüchtete Maria 1755 nach Regensburg, kam aber immer wieder zu ihrem Mann und den Kindern zurück. Peter Schmalwieser führte in dieser Zeit den Hof alleine und kümmerte sich um die vier Söhne Mathias (* 1743), Peter (* 1746), Thomas (* 1750) und Georg (* 1752). Da der Druck der katholischen Kirche immer größer wurde und sich Schulden angehäuft hatten, beschloss er im Jahr 1756 mit der ganzen Familie nach Regensburg zu fliehen, wo die 1755 geborene Tochter Eva bei Bekannten zurückgeblieben war. Bei Frankenmarkt, nahe der Grenze, wurden sie allerdings von Mautnern aufgegriffen und in das Landgericht der Herrschaft Frankenburg gebracht.
Aus dem Verhörprotokoll (Stift Lambach) stammt das Zitat von Peter Schmalwieser

„Die Bücher hatten uns Licht gegeben“

das auch im Buch „Weg des Buches“ Verwendung findet. 
Peter und Maria wurden zu neun Monaten Strafarbeit „unter Eisen“ und der anschließenden Ausweisung nach Siebenbürgen verurteilt. Die Söhne Mathias und Peter mussten im Konversionshaus in Kremsmünster zurückbleiben. Die in Regensburg geborene Tochter Eva blieb in Regensburg. Nur die Söhne Thomas und Georg durften mit ihnen nach Siebenbürgen. Peter Schmalwieser starb 1757 kurz nach der Ankunft in Siebenbürgen. Seine Frau und seine Söhne wurden um 1759 in Denndorf angesiedelt.